# Palila de Nihoa
La palila de Nihoa (Telespiza ultima) és una espècie d'ocell de la família Fringillidae i del gènere Telespiza. És endèmica de Hawaii, més concretament de l'illa de Nihoa; i està en greu perill d'extinció.